# 看守长眼蟹
看守长眼蟹（学名：Podophthalmus vigil）为梭子蟹科长眼蟹属的动物。分布于日本、夏威夷、萨摩亚、塔希提、澳大利亚、泰国、马来群岛、红海、印度洋、台湾岛以及中国大陆的广西、海南岛等地，生活环境为海水，一般生活于有水草的沙泥质浅海底。